# Esplenectomia
Esplenectomia é a remoção cirúrgica, completa ou parcial, do baço. 

## Indicações
Pode ter diversas utilidades, entre elas a cura quase completa da trombocitopenia (baixo número de plaquetas no sangue), já que o baço normalmente remove um grande número de plaquetas do sangue. 
Em algumas cirurgias abdominais pode ser necessária a retirada do baço (cirurgias gástricas, cirurgias bariátricas, cirurgias pancreáticas). Devido à proximidade do baço ao fundo do estômago (vasos curtos), qualquer manipulação gástrica pode resultar em laceração esplênica e consequente esplenectomia per-operatória. Este fato ocorre mais comumente em cirurgias bariátricas consequente ao grande aumento gástrico.
O baço também pode ser removido após trauma que resultou em sua ruptura e para o diagnóstico de alguns linfomas.

## Procedimento
A esplenectomia geralmente é feita através de laparoscopia. Em casos de trauma ou baços grandes, é realizada a cirurgia aberta. O procedimento requer anestesia geral.

## Complicações
Além dos riscos próprios da cirurgia, a ausência do baço (asplenia) pode aumentar a chance do paciente adquirir infecções, que podem evoluir para uma sepse. Também podem ocorrer aumento no número de leucócitos e plaquetas. Pode haver neutrofilia.
Usualmente os pacientes sem baço possuem uma vida praticamente normal, podendo realizar atividades sem restrições. Se recomenda apenas uma vacina para evitar possíveis infecções.

## Esplenectomia parcial
Devido à importância das funções do baço, especialmente imunológicas, faz-se a esplenectomia parcial quando possível. A preservação de 20 a 25% do tecido esplênico é suficiente para manter seu papel de filtração de defesa imunológica.